# День независимости Израиля
День независимости Израиля (ивр. יום העצמאות‎, Йом ха-Ацмаут) — главный государственный праздник Израиля, отмечаемый ежегодно в память о провозглашении Государства Израиль 14 мая 1948 года (5 ияра 5708 года по еврейскому календарю).
В этот день, примерно за 8 часов до истечения британского мандата в Палестине, была подписана Декларация независимости Израиля и Давид Бен-Гурион (впоследствии первый премьер-министр Израиля) объявил о создании Государства Израиль. Объявление о создании еврейского государства опиралось на решение Генеральной Ассамблеи ООН.
Праздник отмечается 5 ияра по еврейскому календарю или переносится на ближайший четверг, если 5 ияра выпадает на пятницу или субботу. Празднование начинается накануне вечером, поскольку даты в еврейском календаре сменяются с заходом солнца. Повсеместно устраиваются народные гуляния и фейерверки.
Это единственный официальный нерабочий день в Израиле, когда работает городской транспорт, а население, соблюдающее еврейские религиозные традиции, может ездить в автомобилях и зажигать огонь, поэтому праздник отмечается массовым выездом на пикники.
Дню независимости предшествует Йом Ха-Зикарон — День поминовения павших солдат Израиля и жертв террора.

## Официальные праздничные мероприятия
- Торжественная церемония на площади на горе Герцля в Иерусалиме. Церемония начинается вечером, после захода солнца. В присутствии спикера кнессета выдающиеся представители общественности, выбранные специальной комиссией, зажигают 12 факелов, символизирующих 12 колен Израилевых[2], тем самым завершая Йом Ха-Зикарон и открывая празднование Дня независимости Израиля. В процессе церемонии израильский флаг поднимается на вершину флагштока, тем самым начиная официальное празднование Дня независимости. Церемония также включает художественную часть и шоу знаменосцев Армии обороны Израиля, в ходе которого они создают сложные фигуры на площади.
- Воздушный и морской парады. В первые два десятилетия после создания государства, в День независимости проводился военный парад с демонстрацией оружия. Далее эта практика была прекращена, но остались воздушный и морской парады, в которых принимают участие самолёты израильских военно-воздушных сил, а также корабли и катера военно-морского флота.
- Международный конкурс знатоков Танаха. В конкурсе, проходящем в большом зале Иерусалимского театра, участвует еврейская молодежь из разных стран.
- Награждение солдат — отличников воинской службы. Награждение проводит президент Израиля.
- Празднование заканчивается вручением Премии Израиля, которой ежегодно награждаются отдельные лица или организации, добившиеся выдающихся успехов в разных областях науки и искусства.

## Праздничные обычаи
День независимости является относительно новым праздником, поэтому праздничные обычаи всё ещё находятся в стадии формирования. Большая часть обычаев берёт свое начало в праздновании первого десятилетия независимости в 1958 году, в их числе развлекательные шоу в центрах городов и фейерверки.
Основные обычаи:
- Израильские флаги развешиваются по всей стране за несколько дней до начала праздника. Флаги развешивают в государственных и частных учреждениях. Граждане размещают флаги на домах и машинах, надевают одежду синего и белого цветов (синий и белый — цвета израильского флага). Муниципалитеты украшают улицы флагами, сине-белыми флажками и разноцветными лампочками.
- Празднование начинается вечером, в этот вечер по всей стране проводятся развлекательные представления и фейерверки. Толпы людей наполняют улицы. Есть обычай распылять пенные аэрозоли (так называемый «снег»), аэрозоли, пускающие липкие струи, и «ударять» друг друга надувными «молотками».
- В день праздника открыты для посещения многие военные базы, где жители страны могут ознакомиться с армейским вооружением — начиная с лёгкого огнестрельного оружия, и заканчивая вертолётами, самолётами (включая боевые), ракетными катерами, танками, боевыми бронированными машинами и многим другим. Помимо этого, на открытой местности за пределами  армейских баз, организуются выставки, на которых экспонируется оружие и различные боевые средства.
- Выезд на пикник всей семьей в День независимости становится в Израиле заметной традицией.
- Телеканалы транслируют праздничные программы, в сетке телевещания, по преимуществу, израильское кино. Такие фильмы, как «Высота Хальфон не отвечает» (см. Кинематограф Израиля) и «Ансамбль» стали уже классикой просмотра в День независимости.
- В синагогах звучат праздничные молитвы, такие, как молитва «Галель», молитва за благополучие государства Израиль.
- В Нью-Йорке проводится ежегодный праздничный парад «Салют, Израиль!» — в поддержку Государства Израиль.

## Даты
Праздник обычно отмечается 5 ияра, и празднование начинается накануне вечером, так как даты в еврейском календаре сменяются с заходом солнца. Праздник иногда сдвигается на один или два дня, чтобы избежать нарушения запретов, связанных с субботним днём в иудаизме.  Учитывая то, что Дню независимости всегда предшествует День поминовения, сдвигаются оба события, и таким образом День независимости никогда не отмечают в пятницу, субботу и воскресенье.
Даты празднования Дня независимости по григорианскому календарю:
- 4 мая 2022 года
- 25 апреля 2023 года
- 13 мая 2024 года
- 30 апреля 2025 года
- 21 апреля 2026 года.

## День независимости и иудаизм
Государственный раввинат Израиля создал ритуал для праздничных молитв, который включён в молитвенники. Там содержатся Галель, двенадцатая основа Маймонида о вере в приход мессии и некоторые другие тексты.
Отношение ко Дню независимости зависит от принадлежности человека к одному из течений внутри иудаизма.
Представители таких течений, как религиозный сионизм и ортодоксальный модернизм, относятся к Дню независимости как к празднику, так как:
- было положено начало свободной репатриации (алии) в Землю Израиля;
- произошёл важный шаг в мессианском процессе избавления, создано государство, где может явиться царь-мессия;
- произошло национальное освобождение евреев;
- евреи получили свободу соблюдать заповеди, связанные с Землёй Израиля и общественным устройством.

В то же время, представители некоторых ультраортодоксальных общин не отмечают этот день как праздник, а отдельные экстремисты даже жгут государственные флаги. Так, община Нетурей карта относится к созданию Государства Израиль отрицательно, так как по их мнению:
- Израиль создан, по большей части, нерелигиозными людьми;
- законы Израиля только частично опираются на законы галахи;
- Декларация независимости не включает однозначного упоминания Бога.

## Дополнительные сведения
18 декабря 2012 года представитель государственной комиссии по праздникам и официальным церемониям сообщил, что празднование 65-летия Государства Израиль, которое будет отмечаться пятого числа еврейского месяца Ияр 5773 года (16.04.2013) состоится под лозунгом сохранения национального наследия.